# Sjtjutjyn
Sjtjutjyn (belarusiska: Шчучын, även ryska: Щучин: Sjtjutin) är en stad i Belarus. Den ligger i Hrodna voblast, i den västra delen av landet, 190 km väster om huvudstaden Mіnsk. Sjtjutjyn ligger  176 meter över havet och antalet invånare är 15 538. Staden är huvudort för Sjtjutjyn rajon.

## Natur och klimat
Terrängen runt Sjtjutjyn är platt. Sjtjutjyn är det största samhället i trakten. 
Trakten runt Sjtjutjyn består till största delen av jordbruksmark. Runt Sjtjutjyn är det ganska glesbefolkat, med 30 invånare per kvadratkilometer.